# UC-90号潜艇
陛下之UC-90号艇是德意志帝国海军于第一次世界大战期间建造的其中一艘UC-III型布雷潜艇或称U艇。它由汉堡的布洛姆与福斯船厂承建，于1918年1月19日新船下水，至同年7月15日交付使用。其全长56.51米，水面及水下排水量分别为491吨和571吨，艇载武器则包括三具鱼雷发射管、六具水雷滑射槽以及一门105毫米45倍径甲板炮。由于入役时已临近战争结束，UC-90号未及参与任何实战。战后，该艇于1918年12月19日被引渡至日本正式投降，并一度以O-4号潜艇（日语：〇四潜水艦）之名在大日本帝国海军运用。

## 设计
1917年夏天，德意志帝国海军发现了UC-II型潜艇中的各种缺陷，需要进行纠正。船员们抱怨舱内的通风不佳和在舰桥上相当潮湿——这在寒冷的季节尤为令人难受。另一方面，这款潜艇的潜航性能也不尽如人意。为此，应当开发另一款布雷潜艇来解决这些问题，并能响应海军部对更强大火炮武器的渴望。基于UB-III型的成功经验，潜艇监察局（Inspektion des U-Bootwesens）拿出了代号为41a号工程的UC-III型潜艇设计方案。与前型相比，新艇的水面排水量增至470吨，增加了一具外置式鱼雷发射管，改用更大口径的105毫米甲板炮的并调高炮位，以及通过调整注水和排水管径使潜航时间显著缩短。然而，由于布雷装置的特殊要求，UC-III型艇的外形很难按照UB-III型艇进行优化，因此其航速略有下降。
UC-90号是16艘完成交付的UC-III型方案的第一艘。其全长56.51米，舷宽5.54米。艇体采用双壳体结构，水面及水下排水量分别为491吨和571吨，浮起时的吃水深度为3.77米。艇只采用两台猛狮六缸四冲程600匹公制馬力（440千瓦特）柴油机用于水面运行，以及两台770匹公制馬力（570千瓦特）的西门子-舒克特电动发电机用于水下航行；水面最高航速11.5節（21.3每小時），水下6.6節（12.2每小時）；能够在水面以7節（13每小時）航速续航9,850海里（18,240），或以4.5節（8.3每小時）连续在水下航行40海里（74）而无需充电。其潜没需时约为15秒，能够在75米的深度下运作。
在武器配置方面，UC-90号设有六具管径为1,000毫米的布雷竖井，但由于艇艏形态作了伸展和扁平化改动，UC200型水雷的容纳能力有所下降，仅为14枚。司令塔后部的艇艛布置了一门105毫米45倍径艇用高射炮作为甲板炮，并配备150发弹药。此外，UC-90号还装备有三具500毫米鱼雷发射管，其中两具外置位于舯部的两边舷侧用于朝前射击，一具内置在艇艉，合共配备7枚鱼雷。其标准船员编制为3名军官及29名水兵。

## 历史

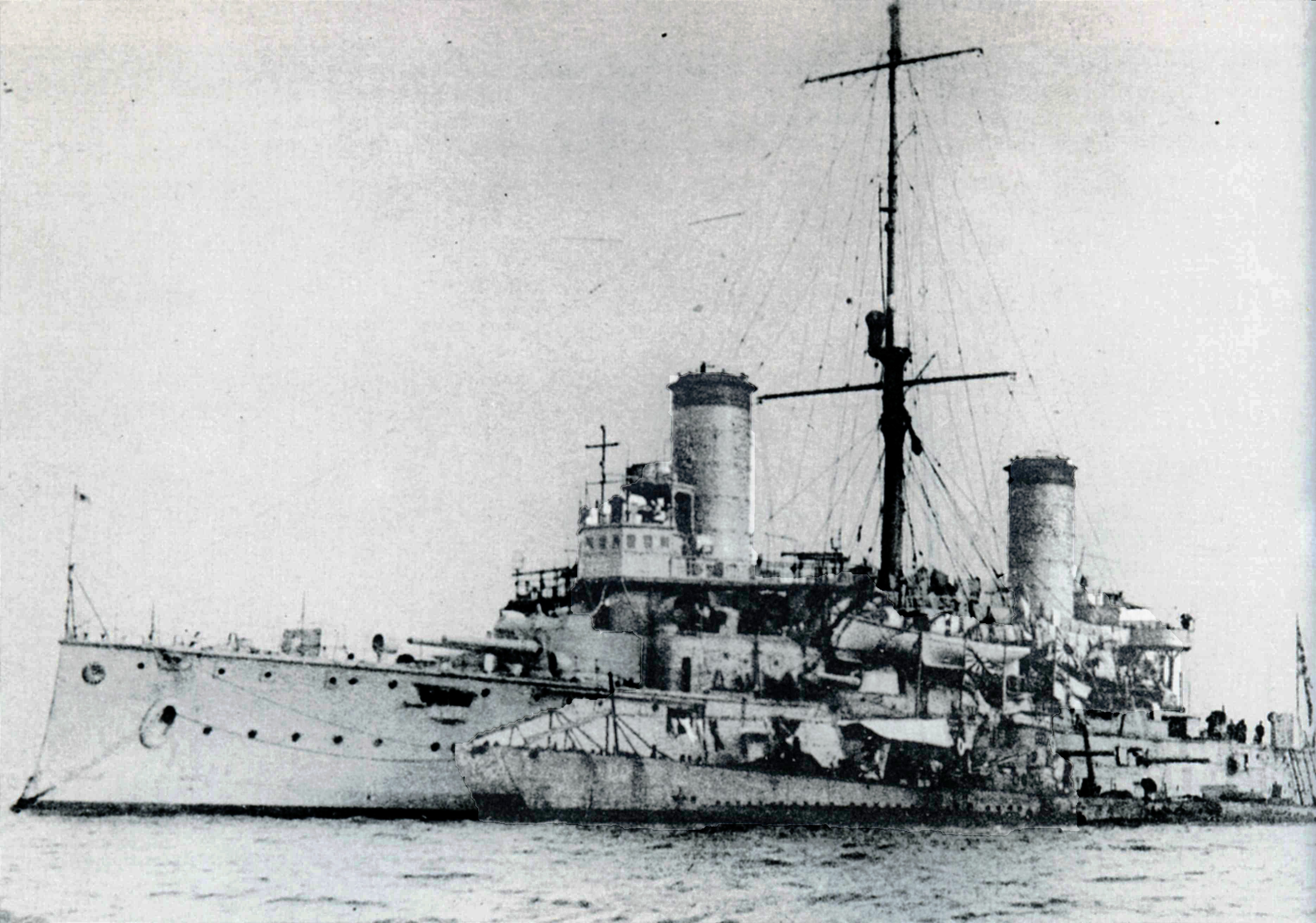
UC-90号由日进号巡洋舰押送

UC-90号是汉堡布洛姆与福斯船厂承建的第一批次首艇，由德意志帝国海军潜艇监察局于1917年6月27日订购，建造编号为324。它于1918年1月19日下水，至同年7月15日在首度担任艇长的海军中尉尤斯图斯·奥尔德科普的指挥下交付使用，随即展开海试。由于入役时间较迟，该艇至战争结束时尚未完成海试，因此未及编入任何部队，亦无参与实战行动。战后，UC-90号先是于1918年11月13日被扣押在中立国瑞典的卡尔斯克鲁纳，继而根据对德停战协议的要求于12月1日被引渡至英国，并在哈维奇正式向协约国投降。同年12月19日，该艇作为战利品由日本接收，并更名为“O-4号潜艇”（〇四潜水艦）。经过出海调试后，它由隶属大日本帝国海军的第二特务舰队负责押送，经马耳他拖抵横须贺。O-4号未編入日本海军序列，而是在完成整修后用于研究和测试，至1921年在吴海军工厂拆除装备。从1924年12月至1926年12月间，该艇还曾在吴海军工厂充当反潜战标靶，然后作废品出售。

## 脚注
1. ↑  Tarrant，第174頁.
2. ↑  Helgason, Guðmundur. . German and Austrian U-boats of World War I - Kaiserliche Marine - Uboat.net.   [2015-01-20].
3. ↑  陈进，第239–240頁.
4. 1 2  Gröner，第61頁.
5. 1 2  Helgason, Guðmundur. . German and Austrian U-boats of World War I - Kaiserliche Marine - Uboat.net.   [2009-02-23].
6. ↑  Dodson & Cant，第132頁.
7. ↑  Herzog，第91頁.